# Худо Брезє
Худо Брезє (словен. Hudo Brezje) — поселення в общині Севниця, Споднєпосавський регіон, Словенія. Висота над рівнем моря: 95 м.